# Basilique des Vingt-Six-Martyrs-du-Japon de Nagasaki
L'église d'Ōura (大浦天主堂, Ōura Tenshudō), ou basilique des Vingt-Six-Martyrs-du-Japon, est un édifice religieux de l'Église catholique situé à Nagasaki au Japon, dédié aux vingt-six martyrs du Japon. Construite peu après l'abandon par les autorités japonaise de la politique d'isolement en 1853, elle serait la plus ancienne église du Japon.
Elle est cocathédrale de l'archidiocèse de Nagasaki, et a le statut de basilique mineure depuis 2016,. Pendant de nombreuses années, elle a été le seul bâtiment de style occidental classé Trésor national du Japon. Elle est également classée au Patrimoine mondial dans le groupe « Sites chrétiens cachés de la région de Nagasaki ».

## Histoire

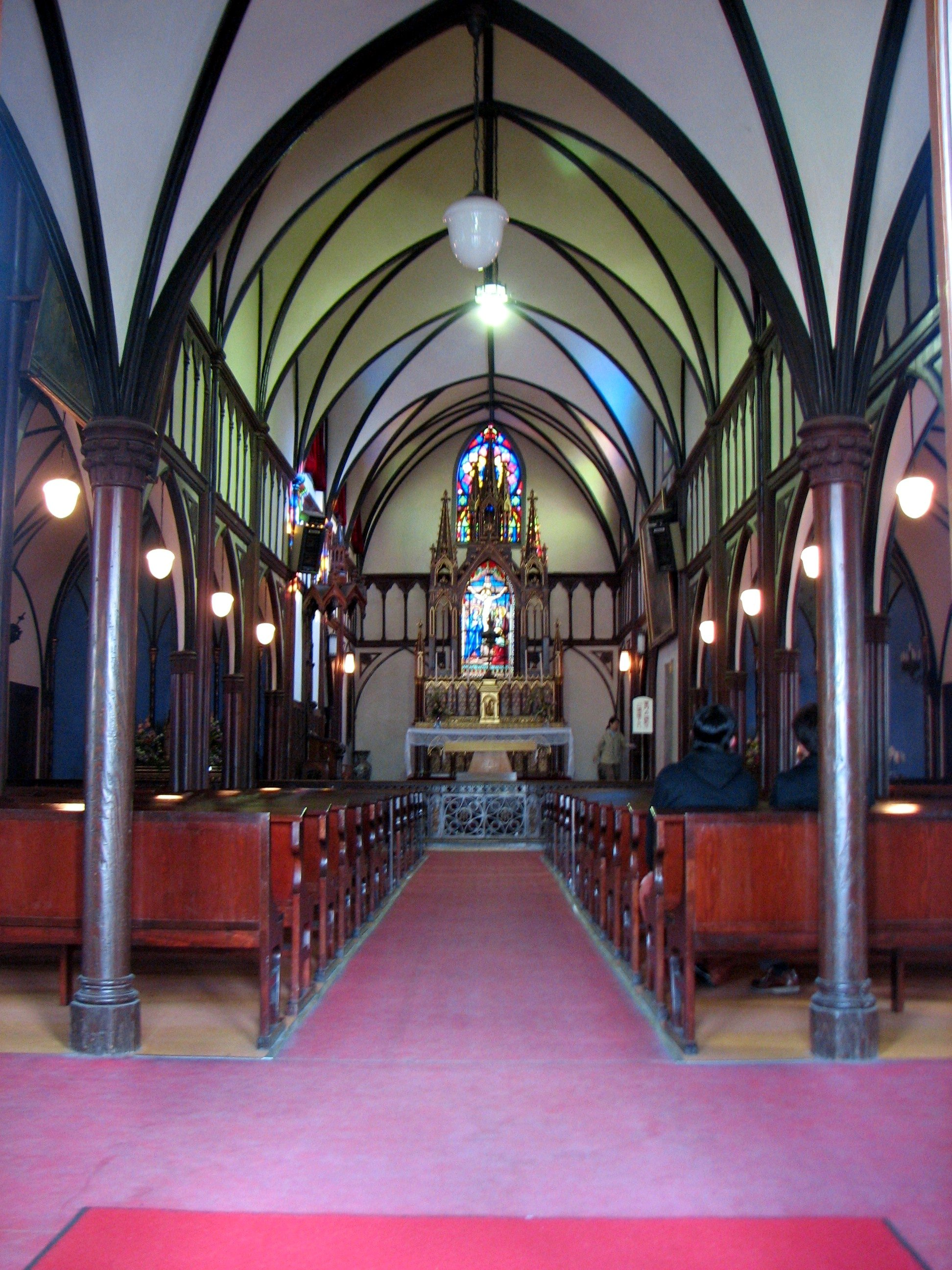
Intérieur de l'église d'Ōura.

En 1863, deux prêtres français des Missions étrangères de Paris, les pères Louis Furet et Bernard Petitjean, débarquent à Nagasaki avec l'intention de construire une église en l'honneur des 26 martyrs du Japon, ces neuf prêtres européens et dix-sept chrétiens japonais crucifiés en 1597 sur ordre de Toyotomi Hideyoshi. L'église est terminée en 1864 et inaugurée par le consul Léon Dury, le 15 février 1865. Construite par Koyama Hidenoshin, le maître charpentier de Glover Garden, c'était à l'origine une petite église en bois avec trois nefs et trois tours octogonales. L'actuel bâtiment est une basilique de style gothique bien plus grande qui date d'environ 1879. Cette version a été construite en brique de stuc blanc avec cinq nefs, des plafonds voûtés et une tour octogonale. La conception est très probablement inspirée d'un plan belge utilisé par les missionnaires catholiques dans une ancienne église construite à Osaka. Les vitraux ont été importés de France.

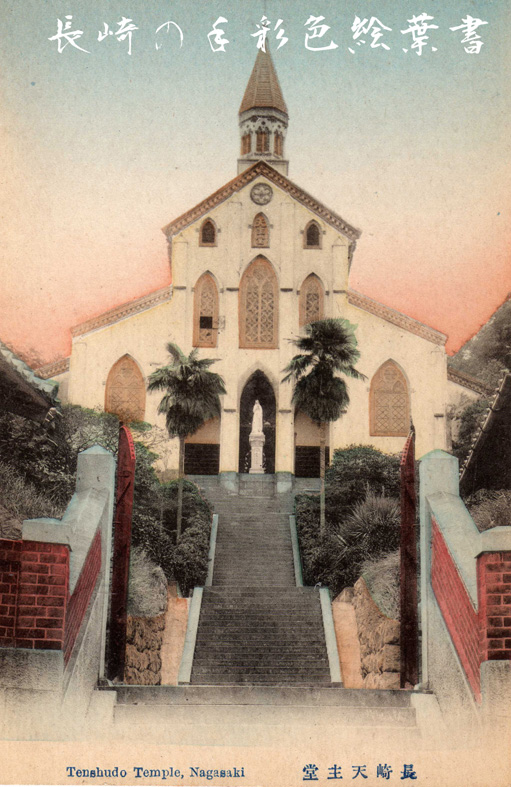
Église d'Ōura, ère Taishō.

Le 17 mars 1865, peu de temps après l'achèvement de la première cathédrale, le Père Petitjean voit un groupe de personnes se tenant en face de la cathédrale. Elles lui demandent d'ouvrir les portes. Alors que le prêtre s'agenouille devant l'autel, une vieille femme du groupe s' approche de lui et dit « Nous avons dans nos cœurs le même sentiment que vous. Où est la statue de la Vierge Marie ? ». Petitjean apprend que ces personnes sont originaires du village voisin de Urakami et sont des Kakure Kirishitan, descendants des premiers Chrétiens japonais qui se sont cachés après la rébellion de Shimabara dans les années 1630. Une statue en marbre blanc de la Vierge Marie est importée de France et érigée dans l'église pour commémorer cet événement. Le relief en bronze dans la cour de l'église représente la scène mémorable de l'inauguration. En peu de temps, des dizaines de milliers de chrétiens clandestins sortent de leurs cachettes dans la région de Nagasaki. Cette nouvelle parvient au pape Pie IX qui déclare qu'il s'agit d'un « miracle de l'Orient ».
La cathédrale d'Ōura a été classée Trésor national du Japon en 1933, puis de nouveau le 31 mars 1953 en vertu de la loi de 1951 pour la protection des biens culturels. C'était le premier bâtiment de style occidental au Japon à recevoir cet honneur et le seul jusqu'en 2009 quand le palais d'Akasaka de style néo-baroque a été à son tour classé Trésor national. L'église fait partie du site « Sites chrétiens cachés de la région de Nagasaki », inscrit au patrimoine mondial de l'UNESCO en 2018.
Le pape François a élevé en avril 2016 cette église au rang de basilique mineure.